# Conrad Zellweger (Politiker, 1559)

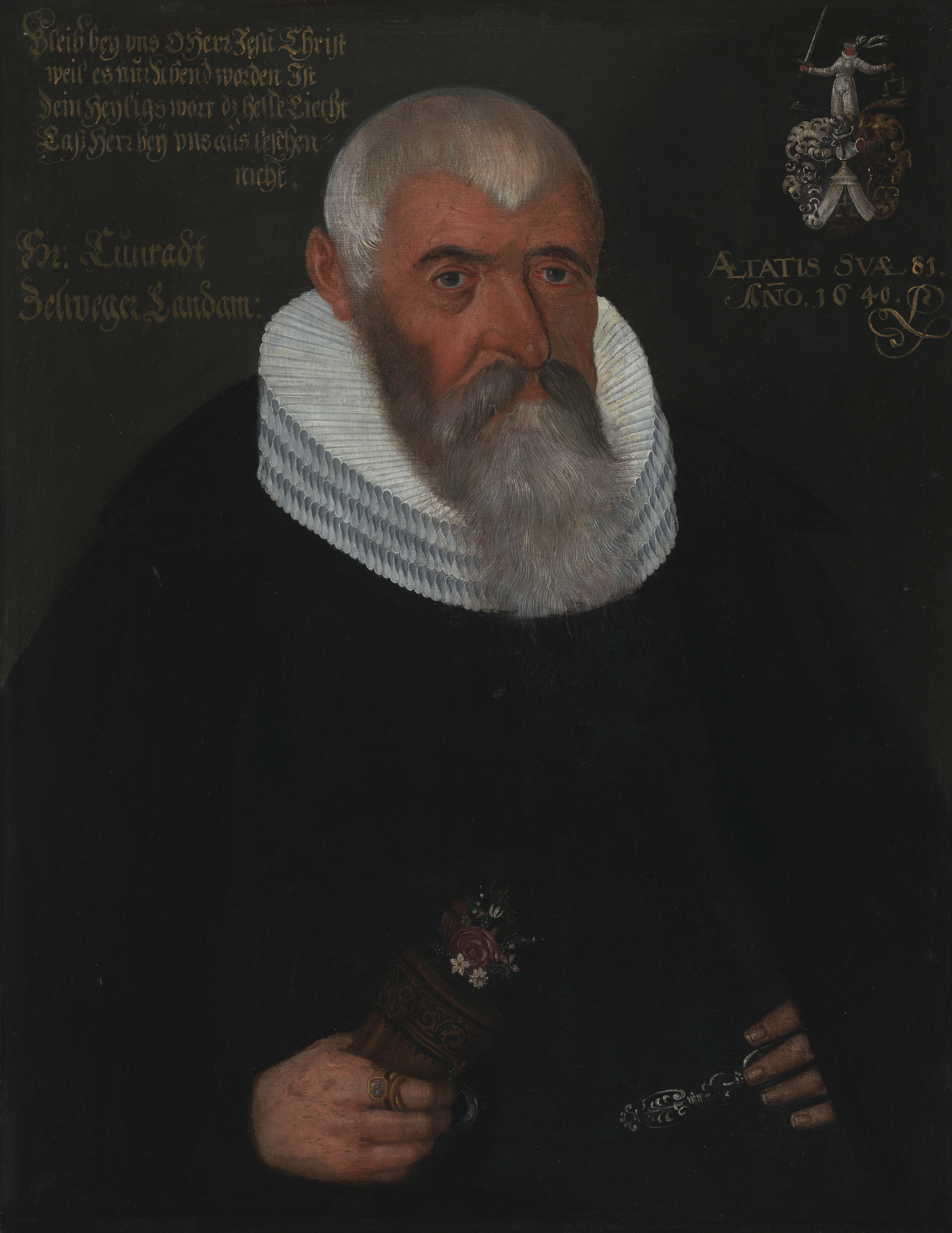
Conrad Zellweger, 4. Landammann von Appenzell Ausserrhoden 1613–1642

Conrad Zellweger  (* angeblich 1559 in Appenzell; † 15. November 1648 in Speicher; heimatberechtigt in Teufen) war ein Schweizer Gemeindehauptmann, Landweibel, Landammann und Tagsatzungsgesandter aus dem Kanton Appenzell Ausserrhoden.

## Leben
Conrad Zellweger war ein Sohn von Conrad Zellweger. Als Anhänger des reformierten Glaubens siedelte er 1588 nach Herisau über. Er arbeitete als Wirt, Glaser und Glasmaler. 1598 war er Gemeindehauptmann, von 1604 bis 1613 Landweibel und ab 1613 bis 1642 Landammann sowie Tagsatzungsgesandter. In dieser Zeit lebte er in Teufen. Zellweger wirkte von 1621 bis 1622 als Vermittler in den Bündner Wirren und arbeitete von 1629 bis 1632 an der Revision des Ausserrhoder Landbuchs mit. Glasmalereien aus seiner Hand befinden sich im Historischen Museum St. Gallen.